# 青海省藏语佛学院
青海省藏语佛学院，位于青海省海南藏族自治州贵德县河东乡珍珠寺对面，是青海省佛教协会举办的藏传佛教学院。

## 简介
青海省藏语佛学院是由十世班禅倡议，1984年3月经青海省人民政府批准创办。1986年9月28日，青海省藏语佛学院在塔尔寺举行开学典礼。该院是青海省佛教协会举办的藏传佛教学院，学制六年，第一批50名学员是经考试从青海省藏传佛教各寺院170名年轻僧人中录取的。
青海省藏语佛学院位于塔尔寺内，占地面积3.1亩，建筑面积1200平方米。2012年时有教职工10人，佛教经典教师主要是从院外聘请。截至2008年共举办3届两年制僧人大专班、1届新转世活佛大专班、2届活佛函授班、9期藏传佛教寺院民管会负责人培训班，为青海省藏传佛教寺院培养680名教职人员，其中有僧人549名，活佛131名。2012年时，课程分为宗教课（占课程比例的70%）、文化课（占课程比例的20%）、政治课（占课程比例的10%）。
2014年，国家投资1.16亿元人民币，在海南藏族自治州贵德县新建青海省藏语佛学院，2016年3月交付使用。青海省藏语佛学院自此从长年租赁的塔尔寺办公用房迁址至新学院。新学院位于贵德县河东乡珍珠寺对面，占地面积60332.94平方米，建筑面积17200平方米，建有综合楼、学员宿舍、教职工周转房、经堂、佛塔、餐厅、风雨操场等设施。2016年起，学院开始恢复招生，设有4年制“智然巴”学衔班，4年制“禅然巴”学衔班，2年制大专学历班，以及各类培训班。2016年11月7日，该学院开学，120名僧人开始4年的“智然巴”与“禅然巴”学衔深造，创下该学院自建校30年来招生规模之最。

## 历任院长
- 夏茸尕布·洛桑隆仁丹贝嘉措（1986年—1991年圆寂）[2]
- 才项太（？—，常务副院长主持工作）[4]